# سبيتسبرغن
سبيتسبرغن (كانت تُعرف في السابق باسم سبيتسبرغن الغربية؛ اللغة النرويجية: Vest Spitsbergen أو Vestspitsbergen) هي الجزيرة الأكبر والوحيدة المأهولة بالسكان في أرخبيل سفالبارد في النرويج. وتشكل الجزيرة الجزء الغربي الأكبر من الأرخبيل، ولها حدود مشتركة مع المحيط المتجمد الشمالي وبحر النرويج وبحر غرينلاند. وجزيرة سبيتسبرغن تغطي مساحة تبلغ 39,044 كيلومتر مربع (15,075 ميل2)، بما يجعلها أكبر جزيرة في النرويج والجزيرة رقم 36 على مستوى العالم من حيث المساحة. والمركز الإداري هو لونغيابريين، والمستوطنات الأخرى، علاوة على مواقع البحث، تتمثل في جمعية التعدين بارينتسبيرغ الروسية وجمعية البحوث ناي-أليسوند وموقع التعدين سفياغروف.
وتم استخدام الجزيرة في بادئ الأمر كقاعدة لصيد الحيتان في القرنين السابع عشر والثامن عشر وبعد ذلك هُجرت الجزيرة. وبدأ استخراج الفحم في بداية القرن العشرين، وتم إنشاء العديد من المجتمعات الدائمة. وتعترف معاهدة سفالبارد التي تم توقيعها عام 1920م بالسيادة النرويجية على الجزيرة ونصت على اعتبار سفالبارد منطقة صناعية حرة ومنطقة منزوعة السلاح. وتبقى شركة Kulkompani النرويجية وشركة Arktikugol الروسية الوحيدتين في الجزيرة. وأصبحت البحوث والسياحة صناعات تكميلية هامة، تميز بها مركز الجامعة في سفالبارد ومدفن البذور العالمي في سفالبارد. لا توجد طرق لربط المستوطنات؛ بل توجد زلاقات الجليد الآلية وطائرات وقوارب لخدمة النقل المحلي. ويُعتبر مطار سفالبارد، لونجيير المنفذ الرئيس للدخول والخروج.
وتتمتع الجزيرة بمناخ القطب الشمالي، على الرغم من ارتفاع درجات الحرارة بشكل أكبر من المناطق الأخرى الموجودة على نفس خط العرض. وتستفيد النباتات من طول مدة شمس منتصف الليل، التي تعوض عن الليالي القطبية. وتُعتبر جزيرة سفالبارد أرضًا خصبة للكثير من الطيور البحرية، وتدعم أيضًا الدببة القطبية والرنة والثدييات البحرية. والحدائق الوطنية الست تحمي البيئة الأولية الهشة. وتوجد بالجزيرة الكثير من الأنهار الجليدية والجبال والمضايق.

### قائمة المصادر
- Arlov, Thor B. (1996). Svalbards historie (بالنرويجية). Oslo: Aschehoug. ISBN:82-03-22171-8.
- Arlov, Thor B. and Arne O. Holm (2001). Fra company town til folkestyre (بالنرويجية). Longyearbyen: Svalbard Samfunnsdrift. ISBN:82-996168-0-8.
- Tjomsland, Audun and Wilsberg, Kjell (1995). Braathens SAFE 50 år: Mot alle odds. Oslo. ISBN:82-990400-1-9.{{استشهاد بكتاب}}:  صيانة الاستشهاد: أسماء متعددة: قائمة المؤلفين (link) صيانة الاستشهاد: مكان بدون ناشر (link)
- Torkildsen, Torbjørn; et al. (1984). Svalbard: vårt nordligste Norge (بالنرويجية). Oslo: Forlaget Det Beste. ISBN:82-7010-167-2. {{استشهاد بكتاب}}: Explicit use of et al. in: |مؤلف= (help)
- Umbreit، Andreas (2005). Guide to Spitsbergen. Bucks: Bradt. ISBN:1-84162-092-0.
- Stange, Rolf (2011). Spitsbergen. Cold Beauty (Photo book) (بالإنجليزية والألمانية والهولندية والنرويجية). Rolf Stange. ISBN:978-3-937903-10-1. Archived from the original on 2020-03-29.
- Stange, Rolf (2012). Spitsbergen – Svalbard. A complete guide around the arctic archipelago (بالإنجليزية). Rolf Stange. ISBN:978-3-937903-14-9. Archived from the original on 2020-03-29.

## وصلات خارجية
- Governor of Svalbard
- Svalbard Tourism
- Spitsbergen-svalbard.com - Information and more than 10.000 beautiful photos from Spitsbergen in triplogs